# La calle de la salvación
La calle de la salvación es el cuarto álbum de estudio del músico argentino Fabián Gallardo, lanzado en 1995 por el sello Warner Music Argentina. Fue una producción en la que el músico experimentó con sintetizadores, acercándose por momentos al acid-jazz. Contiene el hit «Desde el norte hasta el sur»,

## Historia
La calle de la salvación fue grabado entre abril y mayo de 1995 en los estudios El Pie de Buenos Aires, y fue publicado por Warner Music Argentina en agosto de ese año.
El álbum incluye un total de 14 composiciones propias, un par de ellas con la colaboración de Ariel Pozzo en la letra. Presenta una nueva versión de «No quiero ser tu policía», aparecida originalmente en su disco Lejos de la ciencia, de 1989. También marca la primera vez que Gallardo graba «Los días por vivir», una composición propia que popularizó Juan Carlos Baglietto en su álbum Baglietto y Compañia, de 1984.
El 21 de agosto de 1995, con motivo del lanzamiento del álbum, decía en una entrevista con la agencia de noticias Télam: "Este es el mejor disco de mi vida, porque refleja muchas cosas que me van pasando y que están relacionadas con una etapa de mucha energía y de mucha pasión". En 2016 fue consultado por este mismo álbum y respondió: "Supongo que eso lo dije en algún reportaje de esa época. Creo, y espero que me siga pasando, que el último siempre es el mejor…".

## Lista de canciones
Todos los temas compuestos por Fabián Gallardo excepto donde se indica.

| N.º   | Título                                      | Letras                       | Duración |  |
| 1.    | «Desde el norte hasta el sur»               |                              | 4:01     |  |
| 2.    | «Las canciones que sonaban»                 |                              | 3:28     |  |
| 3.    | «El beso del adiós»                         |                              | 4:04     |  |
| 4.    | «Dame algo primero»                         |                              | 3:59     |  |
| 5.    | «Ángeles»                                   |                              | 3:17     |  |
| 6.    | «Pintada en mí»                             |                              | 4:31     |  |
| 7.    | «Nada es tan claro como lo que no se ve»    |                              | 3:57     |  |
| 8.    | «Valentino»                                 | Fabián Gallardo, Ariel Pozzo | 4:05     |  |
| 9.    | «La calle de la salvación»                  |                              | 3:51     |  |
| 10.   | «Entre dormir y despertar»                  |                              | 4:37     |  |
| 11.   | «Los días por vivir»                        |                              | 4:10     |  |
| 12.   | «No quiero ser tu policía (Latino Mix '95)» |                              | 4:15     |  |
| 13.   | «Deja Vu»                                   | Fabián Gallardo, Ariel Pozzo | 3:38     |  |
| 14.   | «El sol de Biribuyá»                        |                              | 2:03     |  |
| 54:02 |                                             |                              |          |  |

## Músicos
- Fabián Gallardo: Voz, guitarras, teclados, programación rítmica, panderetas y coros.
- Guillermo Vadalá: Bajo.
- Ariel Pozzo: Guitarras y coros.
- Daniel Colombres: Batería.
- Adrián Schinoff: Piano y Hammond B3.
- Mariana Girisiglione: Coros.
- Mariana Melero: Coros.
- Eugenio Perpetua: Coros.
- Paula Varela: Coros.
- La Peli: Voz en «Dame algo primero».
- Juancho Perrone: Percusión en «El beso del adiós»..
- Guillermo Giuliano: Bajo en «Dame algo primero» y «Deja Vu».
- Diego Patitucci: Batería.
- Pablo Rodríguez: Saxo.
- Juan Cruz Urquiza: Trompeta.
- Bebe Ferreyra: Trombón.
- Víctor Scorupska: Saxo tenor.
- Belén Gallardo: Voz en «El sol de Biribuyá».[3]

## Ficha técnica
- Producción: Fabián Gallardo.
- Grabado y mezclado entre abril y mayo de 1995 en los estudios El Pie, Buenos Aires, Argentina.
- Grabación de voces y mezcla en Mystic Recording Studios, Nueva York, Estados Unidos.
- Masterizado en Bernie Grundman Studios, Los Ángeles, California, Estados Unidos.
- Ingeniero de grabación y mezcla. Fernando Kral.